# Sigifredo (conte di Piacenza)
Sigifredo o Sigefrido (IX secolo) fu conte di Piacenza dall'891 circa al 906.

## Biografia
Fu uno degli uomini più fedeli del partito di re Guido, che diede man forte ad Ageltrude contro i Napoletani nella primavera dell'897, dopo aver accompagnato Lamberto al sinodo romano che condannò papa Formoso.
Nell'897, all'arrivo in Italia di re Ludovico di Provenza, Sigifredo al lato del marchione Adalberto di Tuscia e al marchione Adalberto d'Ivrea è uno dei primi a schierarsi dalla sua parte. Già il 12 ottobre del 900 troviamo Sigifredo a Pavia presso Ludovico, dove con Adalberto di Tuscia e il conte Adelelm di Valenza sottoscrive una conferma di beni alla chiesa di Arezzo. In veste di conte palatino appare in un altro documento dell'11 marzo 901.
Da un placito dell'anno 903, tenuto alla presenza di Berengario I re d'Italia, si apprende che la monaca Irmengarda, figlia di Ludovico II, aveva donato a Scamburgia badessa del monastero di San Sisto le corti di Guastalla e Luzzara a lei lasciate da Angelberga imperadrice sua madre. Presiede quell'atto Sigefredus Comes Palacii, et Comes ipsius Comitatus Placentini.
Il conte del palazzo Amedeus (895-897) interviene insieme a Sigifredo (892-904) per far ottenere un diploma di conferma all'episcopato. Nel febbraio dell'895 viene sottoscritta una donazione del vescovo di Piacenza Everardo alla cattedrale; nel luglio dello stesso anno, in un'altra donazione alla Chiesa di Piacenza, la benefattrice si dichiara moglie di un certo Seufredus, che era stato vassallo di Ludovico II e probabilmente parente del vescovo omonimo, in carica dall'839 all'870 (quest'ultimo atto si trova nell'Archivio della cattedrale di Piacenza, Cass. 4, Mazzo 2, n° 4; su Seufredus, cfr. F. Bougard, Entre Gandolfingi..., p. 40-41).

## Atti
- Guido e Lamberto (re d'Italia?) donano al vescovo di Piacenza alcuni terreni ubicati nel territorio di Centenaro (892).